# Miss Intercontinental 2018
Miss Intercontinental 2018 fue la cuadragésima séptima (47.ª) edición del certamen Miss Intercontinental, correspondiente al año 2018; la cual se llevó a cabo el 26 de enero de 2019 en Pásay, Filipinas. Candidatas de 83 países y territorios autónomos compitieron por el título. Al final del evento, Verónica Salas Vallejo, Miss Intercontinental 2017 de México, coronó a Karen Juanita Boyonas Gallman, de Filipinas, como su sucesora.

## Resultados
| Posiciones                 | Candidata |
| -------------------------- | --- |
| Miss Intercontinental 2018 | - Filipinas - Karen Juanita Boyonas Gallman |
| Primera Finalista          | - Costa Rica - Adriana Moya Alvarado |
| Segunda Finalista          | - República Eslovaca - Laura Longauerová |
| Tercera Finalista          | - Colombia - Hillary Hollmann Del Prado |
| Cuarta Finalista           | - Vietnam - Ngân Anh Lê Âu § |
| Quinta Finalista           | - Etiopía - Bella Lire Lapso |
| Top 20                     | - Alemania - Olivia Möller - Ecuador - Nina Suleyka Solórzano Caicedo - Estados Unidos - Marianny Daniela Egurrola Daza - Ghana - Engracia Afua Kaley Mofuman - Hungría - Gréta Muszka - Japón - Akari Maeda - Malasia - Scarlett Megan Liew Zi Ling - México - Ivanna Lobato Barradas - Myanmar - Nang Mway Phoung Loong - Países Bajos - Michelle Van Sonsbeek - Paraguay - Gabriela Natasha Soley Sawkiw - República Checa - Veronika Volkeová - Tailandia - Ingchanok Prasart - Ucrania - Senya Lamber |

- § Elección del público para integrar el Top 6.

### Reinas Continentales
| Continente     | Candidata                                   |
| -------------- | ------------------------------------------- |
| África         | - Etiopía - Bella Lire Lapso                |
| Asia y Oceanía | - Filipinas - Karen Juanita Boyonas Gallman |
| Europa         | - República Eslovaca - Laura Longauerová    |
| Norteamérica   | - Costa Rica - Adriana Moya Alvarado        |
| Sudamérica     | - Colombia - Hillary Hollmann Del Prado     |

## Premiaciones
| Premio                   | Candidata                                                                                            |
| ------------------------ | --- |
| Miss Simpatía            | - Panamá - Arleen Paola Cobas Lukowsky                                                               |
| Miss Fotogénica          | - Argentina - Celina Villalobos Fuchs                                                                |
| Miss Social Media        | - Indonesia - Aluna Rifani                                                                           |
| Mejor Traje Nacional     | - Perú - Giulana Valenzuela Yabar                                                                    |
| Mejor en Traje de Baño   | - Paraguay - Gabriela Natasha Soley Sawkiw                                                           |
| Mejor en Traje de Gala   | - Alemania - Olivia Möller                                                                           |
| Mejor Cuerpo             | - México - Ivanna Lobato Barradas                                                                    |
| Proyecto Social          | - Irán - Bahareh Zare Bahari - México - Ivanna Lobato Barradas - Mongolia - Bayandelger Tsagaantsooj |
| Miss Sunrise Resort      | - Argentina - Celina Villalobos Fuchs                                                                |
| Direct Pass              | - Seychelles - Naomy Kelly Dennisia King                                                             |
| Diamond Palace           | - Irán - Bahareh Zare Bahari                                                                         |
| Voto Popular             | - Estados Unidos - Marianny Daniela Egurrola Daza                                                    |
| Best Designer Award      | - Bielorrusia - Karolina Vladimirovna Chernoshei                                                     |
| Best Body Beautiful      | - Filipinas - Karen Juanita Boyonas Gallman                                                          |
| Media Favorite           | - Filipinas - Karen Juanita Boyonas Gallman                                                          |
| Miss Playa Calatagan     | - Paraguay - Gabriela Natasha Soley Sawkiw                                                           |
| Miss Ultra Skin          | - Myanmar - Nang Mway Phoung Loong                                                                   |
| Standout Beauty from H&H | - Filipinas - Karen Juanita Boyonas Gallman                                                          |

## Candidatas
83 candidatas compitieron por el título:
(En la tabla se utiliza su nombre completo, los sobrenombres van entrecomillados y los apellidos utilizados como nombre artístico, entre paréntesis; fuera de ella se utilizan sus nombres «artísticos» o simplificados).
| País/Territorio      | Candidata                                | Edad | Residencia            |
| -------------------- | ---------------------------------------- | ---- | --------------------- |
| Albania              | Arvanita Peci                            | 20   | Tirana                |
| Alemania             | Olivia Möller                            | 19   | Osnabrück             |
| Antigua y Barbuda    | Ashley Nicole Boodhooo                   | 24   | Isla Long             |
| Argentina            | Celina Villalobos Fuchs                  | 18   | Córdoba               |
| Armenia              | Liza Gazyan                              | 24   | Ereván                |
| Australia            | Mikaela-Rose Fowler                      | 23   | Mornington            |
| Bahamas              | Shauntae Ashleigh Miller                 | 25   | Isla Larga            |
| Bielorrusia          | Karolina Vladimirovna Chernoshei         | 21   | Minsk                 |
| Bosnia y Herzegovina | Jovana Kerić                             | 21   | Sarajevo Oriental     |
| Brasil               | Flávia Pólido do Nascimento              | 27   | São Paulo             |
| Bulgaria             | Gabriella Valerieva Vellikova            | 21   | Ruse                  |
| Canadá               | Alice Li                                 | 24   | Toronto               |
| Chile                | Gresly Isabel Ríos Muñoz                 | 26   | Santiago de Chile     |
| China                | Shan Xi                                  | 21   | Chongqing             |
| Colombia             | Hillary Hollmann Del Prado               | 22   | Riohacha              |
| Corea del Sur        | Kim Seohee                               | 19   | Busan                 |
| Costa Rica           | Adriana Moya Alvarado                    | 24   | San Pedro             |
| Crimea               | Maryna Solovei                           | 27   | Simferópol            |
| Cuba                 | Cynthia Linnet Lau                       | 22   | Holguín               |
| Ecuador              | Nina Suleyka Solórzano Caicedo           | 22   | Portoviejo            |
| Egipto               | Rana Alaa Mohamed Shehata                | 23   | Alejandría            |
| Escocia              | Laura Danielle McMillan                  | 22   | Bearsden              |
| Estados Unidos       | Marianny Daniela Egurrola Daza           | 26   | Atlanta               |
| Estonia              | Kelly Kangur                             | 21   | Tallin                |
| Etiopía              | Bella Lire Lapso                         | 21   | Adís Abeba            |
| Filipinas            | Karen Juanita Boyonas Gallman            | 26   | Ubay                  |
| Finlandia            | Amanda Meeri Sofia Teuho                 | 20   | Kouvola               |
| Francia              | Agatha Maksimova                         | 25   | París                 |
| Gales                | Joey Staerkle                            | 22   | Llandudno             |
| Georgia              | Yuliya Rybchuk                           | 21   | Kiev                  |
| Ghana                | Engracia Afua Kaley Mofuman              | 24   | Kumasi                |
| Grecia               | Anastasia Kalogeri                       | 24   | Atenas                |
| Guatemala            | María José Barrios Dubón                 | 23   | Santa Cruz del Quiché |
| Guinea               | Fatoumata Conté                          | 19   | Conakri               |
| Hungría              | Gréta Muszka                             | 22   | Debrecen              |
| India                | Suman Jairamdas Chellani                 | 27   | Ahmedabad             |
| Indonesia            | Aluna Rifani                             | 21   | Yakarta               |
| Inglaterra           | Sarah Davies                             | 26   | Great Preston         |
| Irán                 | Bahareh Zare Bahari                      | 21   | Teherán               |
| Italia               | Nunzia Esposito                          | 23   | Teverola              |
| Jamaica              | Kayla Sharissa Smith                     | 27   | Spanish Town          |
| Japón                | Akari Maeda                              | 22   | Kōbe                  |
| Kazajistán           | Aziza Tokashova                          | 24   | Almatý                |
| Kenia                | Eleshia Ronge Okosh                      | 25   | Nairobi               |
| Kosovo               | Arjanita Peci                            | 20   | Pristina              |
| Laos                 | Yardfah Phommavongxay                    | 18   | Vientián              |
| Líbano               | Eliane Raymond Zgheib                    | 23   | Biblos                |
| Lituania             | Maryna Bevzenko                          | 24   | Vilna                 |
| Macedonia            | Teodora Kolovska                         | 27   | Skopie                |
| Malasia              | Scarlett Megan Liew Zi Ling              | 23   | Kota Marudu           |
| Maldivas             | Bunaanath Yoosuf                         | 26   | Malé                  |
| Malta                | Kerry Lynn Brydon                        | 19   | Żejtun                |
| Mauricio             | Raveena Cuttuc                           | 23   | Triolet               |
| México               | Ivanna Lobato Barradas                   | 20   | Tuxtla Gutiérrez      |
| Moldavia             | Lena Matsko                              | 26   | Chisináu              |
| Mónaco               | Veronika Verrier                         | 25   | Montecarlo            |
| Mongolia             | "Bena" Bayandelger Tsagaantsooj          | 20   | Ulán Bator            |
| Montenegro           | Svetlana Krivokapić                      | 21   | Herceg Novi           |
| Myanmar              | Nang Mway Phoung Loong                   | 22   | Tachileik             |
| Namibia              | Christiana Buba Gure                     | 24   | Grootfontein          |
| Nigeria              | Opara Chinonso Ibinabo                   | 23   | Lagos                 |
| Nueva Zelanda        | Alyssa Ward                              | 23   | Auckland              |
| Países Bajos         | Michelle Van Sonsbeek                    | 19   | Denekamp              |
| Panamá               | Arleen Paola Cobas Lukowsky              | 23   | Santiago de Veraguas  |
| Paraguay             | Gabriela Natasha Soley Sawkiw            | 20   | Coronel Bogado        |
| Perú                 | Giulana Valenzuela Yabar                 | 21   | Arequipa              |
| Polonia              | Angelika Duszczyk                        | 25   | Varsovia              |
| Portugal             | Joana Camarate Samora Santos             | 22   | Mafra                 |
| Puerto Rico          | Yanelie Marie Santiago Castro            | 24   | Mayagüez              |
| República Checa      | Veronika Volkeová                        | 23   | Praga                 |
| República Dominicana | Wilma Antoniazzi Florentino              | 19   | Santo Domingo         |
| República Eslovaca   | Laura Longauerová                        | 23   | Detva                 |
| Rumania              | Denisa Zsifkov                           | 22   | Timișoara             |
| Rusia                | Tatyana Nikolayevna Tuzova               | 25   | Moscú                 |
| Seychelles           | Naomy Kelly Dennisia King                | 18   | Mont Fleuri           |
| Sri Lanka            | Honnanthara Acharighe Nisansala Sewwandi | 23   | Piliyandala           |
| Sudáfrica            | Bianca Rautenbach                        | 20   | Johannesburgo         |
| Suecia               | Eva Viktoria Bergsten                    | 23   | Estocolmo             |
| Tailandia            | Ingchanok Prasart                        | 22   | Sakon Nakhon          |
| Turquía              | Mehtap Gündüz                            | 28   | Estambul              |
| Ucrania              | Senya Lamber                             | 26   | Dnipró                |
| Venezuela            | Gina Alessandra Paula Bitorzoli Pinto    | 22   | Caracas               |
| Vietnam              | Ngân Anh Lê Âu                           | 23   | Ciudad Ho Chi Minh    |

### Candidatas retiradas
- Argelia - Yasmine Brines
- Bonaire - Vera Ghazzouli
- Camerún - Lucie Johanna Eyike Nemi
- El Salvador - Metzi Gabriela Solano Jiménez
- Honduras - Marianela Romero
- Serbia - Jelena Bošnjačić
- Suiza - Melanie Jäger
- Zimbabue - Evermore Njanjamangezi

### Candidatas reemplazadas
- Mongolia - Veronica Uzkesheva fue remplazada por Bayandelger Tsagaantsooj.
- Perú - Lucía Arellano Mori fue reemplazada por Giulana Valenzuela Yabar.
- Rusia - Sherfull Rostov fue remplazada por Tatyana Nikolayevna Tuzova.

## Datos acerca de las delegadas
Algunas de las delegadas del Miss Intercontinental 2018 han participado, o participarán, en otros certámenes internacionales de importancia:
- Ashley Nicole Boodhooo (Antigua y Barbuda) fue primera finalista en Miss Jaycees Queen Show 2018.
- Liza Gazyan (Armenia) participó sin éxito en The Miss Globe 2018 y Miss Turismo Metropolitano Internacional 2019.
- Mikaela-Rose Fowler (Australia) fue cuarta finalista en Miss Global 2019 y participará en Miss Grand Internacional 2023.
- Shauntae Ashleigh Miller (Bahamas) participó sin éxito en Miss Universo 2020.
- Karolina Vladimirovna Chernoshei (Bielorrusia) participó sin éxito en World Miss University 2017, Miss Turismo Internacional 2018 y Miss Eco Internacional 2019.
- Jovana Kerić (Bosnia y Herzegovina) fue cuartofinalista en Miss Model of the World 2018.
- Gabriella Valerieva Vellikova (Bulgaria) participó sin éxito en Miss Global Charity Queen 2018 y Miss Global 2021/2022.
- Alice Li (Canadá) fue ganadora de Miss Global Internacional 2019 y participó sin éxito en Miss Supranacional 2021, en estos certámenes representando a China, y Miss Tierra 2021.
- Adriana Moya Alvarado (Costa Rica) fue ganadora de World Miss University 2018, primera finalista en Miss Costa Maya Internacional 2018 y semifinalista en Miss Grand Internacional 2021.
- Maryna Solovei (Crimea) participó sin éxito en Miss Turismo Mundo 2019 representando a Ucrania.
- Cynthia Linnet Lau (Cuba) participó sin éxito en Miss Tierra 2021.
- Nina Suleyka Solórzano Caicedo (Ecuador) participó sin éxito en Reina Mundial del Oro 2017.
- Rana Alaa Mohamed Shehata (Egipto) fue primera finalista en Miss Arabia World 2018.
- Kelly Kangur (Estonia) fue cuarta finalista en Miss Eurasia 2015 y participó sin éxito en Face of Beauty International 2016 y Miss Supermodel Worldwide 2022.
- Agatha Maksimova (Francia) fue segunda finalista en Miss Europa 2018.
- Joey Staerkle (Gales) participó sin éxito en Miss Supranacional 2016.
- Yuliya Rybchuk (Georgia) fue semifinalista en The Miss Globe 2020 representando a Ucrania.
- Engracia Afua Kaley Mofuman (Ghana) participó sin éxito en Miss Universo 2022.
- Aziza Tokashova (Kazajistán) participó sin éxito en Miss Universo 2021.
- Christiana Buba Gure (Namibia) participó sin éxito en Miss África 2020.
- Opara Chinonso Ibinabo (Nigeria) fue segunda finalista en Miss University Africa 2017.
- Joana Camarate Samora Santos (Portugal) participó sin éxito en Miss Mediterráneo 2016.
- Yanelie Marie Santiago Castro (Puerto Rico) fue segunda finalista en Miss Borinquen Teenage 2009 y cuarta finalista en Miss American Beauty 2014
- Wilma Antoniazzi Florentino (República Dominicana) participó sin éxito en Miss Teen Princess 2014 y ganadora de Miss Pasarela 2017.
- Laura Longauerová (República Eslovaca) participó sin éxito en Miss Mundo 2014 y Miss Universo 2019.
- Naomy Kelly Dennisia King (Seychelles) fue semifinalista en Top Model of the World 2017 y participó sin éxito en Miss Glam World 2018.
- Eva Viktoria Bergsten (Suecia) participó sin éxito en Miss Turismo Queen of the Year Internacional 2017 y Miss Turismo Queen Internacional 2018.
- Senya Lamber (Ucrania) fue tercera finalista en Top Model of the World 2009/2010.

Algunas de las delegadas nacieron o viven en otro país al que representaron, o bien, tienen un origen étnico distinto: 
- Arvanita Peci (Albania) nació en Kosovo y reside en Alemania.
- Jovana Kerić (Bosnia y Herzegovina) reside en Serbia.
- Cynthia Linnet Lau (Cuba) reside en Estados Unidos.
- Marianny Daniela Egurrola Daza (Estados Unidos) nació en Colombia.
- Joey Staerkle (Gales) nació en Suiza.
- Arjanita Peci (Kosovo) reside en Alemania.
- Teodora Kolovska (Macedonia) y Eva Viktoria Bergsten (Suecia) residen en Emiratos Árabes Unidos.
- Lena Matsko (Moldavia) reside en Macao.
- Mehtap Gündüz (Turquía) nació en Alemania.
- Gabriela Natasha Soley Sawkiw (Paraguay) tiene ascendencia ucraniana por lado materno.
- Laura Longauerová (República Eslovaca) reside en República Checa.
- Gina Alessandra Paula Bitorzoli Pinto (Venezuela) es de ascendencia italiana por el lado paterno.

Otros datos relevantes sobre las delegadas:
- Marianny Daniela Egurrola Daza (Estados Unidos) es una actriz internacional y modelo representada por la reconocida agencia Wilhelmina Models.
- Arvanita Peci (Albania) y Arjanita Peci (Kosovo) son hermanas.

## Sobre los países en Miss Intercontinental 2018

### Naciones debutantes
| - Crimea - Guinea | - Laos - Maldivas |

### Naciones que regresan a la competencia
Compitió por última vez en 1982:
- Chile

Compitió por última vez en 2001:
- Antigua y Barbuda

Compitió por última vez en 2009:
- Finlandia

Compitieron por última vez en 2010:
- Bahamas
- Montenegro

Compitió por última vez en 2011:
- Etiopía

Compitió por última vez en 2013:
- Albania

Compitieron por última vez en 2014:
- Cuba
- Lituania

Compitieron por última vez en 2015:
- Argentina
- Bulgaria
- Mongolia
- Turquía

Compitieron por última vez en 2016:
- Armenia
- China
- Estonia
- Ghana
- Guatemala
- Irán
- Kazajistán
- Moldavia
- Mónaco
- Perú
- Portugal
- Suecia

### Naciones ausentes
Argelia,  Bélgica,  Dinamarca,  Guadalupe,  Irlanda,  Nepal,  Serbia,  Singapur,  Sudán del Sur,  Suiza,  Zambia y  Zimbabue no enviaron una candidata este año.